# 李泽生
李泽生（1954年9月—2024年12月20日），吉林大学教授、哈尔滨工业大学教授、北京理工大学教授，博士生导师。主要研究方向为理论化学。中华人民共和国教育部第二批“长江学者”特聘教授。承担多项重点科研项目，担任多个学术机构要职、期刊编委，发表学术论文数百篇。

## 个人经历
- 1978.03至1987.03，就读于吉林大学，先后获得物理系学士学位，理论化学研究所 “物理化学”硕士、博士学位；
- 1988.10至2008.09，在吉林大学理论化学研究所工作，后晋升教授；
- 2008.10至2010.02，任哈尔滨工业大学基础与交叉科学研究院教授；
- 2010.03年至今，任北京理工大学化学学院教授。